# Mjasiščev M-4
Mjasiščev M-4 Molot (rusko Молот (Kladivo)), NATO oznaka »Bison«,) je štirimotorni strateški bombnik, ki ga je zasnoval Vladimir Mihailovič Mjasiščev v istoimenskem biroju v Sovjetski zvezi. Namen je bil izdelati bombnik za napade na Severno Ameriko. 
Poletel je kmalu za ameriškim bombnikom Boeing B-52 Stratofortress in je bil prvič predstavljen javnosti na Rdečem trgu leta 1954. M-4 je presenetil zahodne strokovnjake, ki niso predvidevali, da bi Sovjeti zgradili reaktivni bombnik. Kmalu je postalo jasno, da zaradi velike porabe goriva reaktivnih motorjev bombnik ni imel dovolj dosega za napad na ZDA in vrnitev v Sovjetsko zvezo. Pozneje so predstavili zmogljivejšo različico 3M, znano kot »Bison-B«.

## Tehnične specifikacije
- Posadka: 8
- Dolžina: 47,20 m  (154 ft 10 in)
- Razpon kril: 50,5 m  (165 ft 7 in )
- Višina: 14,10 m (46 ft 3 in)
- Površina kril: 326,35 m² (3.512,8 ft²)
- Prazna teža: 79.700 kg (175.700 lb)
- Naložena teža: 138.500 kg (305.340 lb)
- Maks. vzletna teža: 181.500 kg (400 135 lb)
- Motorji: 4 × Mikulin AM-3A turboreaktivni, 85,75 kN (19.280 lbf) vsak

- Maks. hitrost: 947 km/h (588 mph)
- Dolet: prazen 8.100 km (5.030 mi) ; 5.600 km (3.480 mi) bojni radij
- Višina leta (servisna): 11.000 m (36 000 ft)
- Obremenitev kril: 425 kg/m² (87 lb/ft²)
- Razmerje potisk/teža: 0,25

Orožje:
- Strojnice in topovi: 
9 × 23 mm NR-23 top ali 
6 × 23 mm AM-23 top na različnih mestih, predvsem za samoobrambo
- Rakete: do štiri manevrirne izstrelke
- Bombe: po navadi 9.000 kg (19.840 lb) v notranjih prostorih; največ 24.000 kg (52.910 lb) navadnih ali jedrskih bomb